# Lac Dow
Le lac Dow est un petit lac artificiel situé  sur le canal Rideau, à Ottawa, en Ontario, au Canada, à deux kilomètres au nord des cascades de Hog's Back. Il se trouve à l'extrémité sud de la rue Preston, au sud de l'avenue Carling et juste à l'ouest de l'avenue Bronson. À l'extrémité sud du lac se trouve l'Université Carleton et à l'ouest se trouve l'Arboretum du Dominion, à la limite de la Ferme expérimentale centrale.

## Histoire

### Colonisation
Le lac porte le nom d'Abram Dow, un colon né aux États-Unis qui est arrivé en Ontario au début du XIXe siècle et qui possédait des terres dans cette région en 1816. Avant la construction du canal, cette zone était connue sous le nom de Dow's Great Swamp. Le lac a été créé lorsqu'un barrage a été construit le long de la rive nord (la promenade de la Reine-Elizabeth se trouve maintenant au sommet du barrage) pour permettre l'inondation du canal. Le canal Rideau devait à l'origine s'étendre vers le nord à partir du lac Dow, mais la spéculation foncière et la réticence du colonel John By à récompenser une telle spéculation ont abouti à l'emplacement actuel du canal.

### Évolution auXXesiècle
Le parc actuel au nord et à l'est était occupé par des gares de triage jusqu'aux années 1940, et la zone était principalement industrielle.
Située à côté du pavillon sur la rive ouest se trouve la caserne de la Réserve des Forces canadiennes du lac Dow. Cette installation a été ouverte en 1943. Elle abrite le NCSM Carleton, une unité de la Réserve navale canadienne.
Un tunnel ferroviaire, autrefois détenu et exploité par le Canadien Pacifique, passe sous le lac. Ce tunnel a remplacé une ligne ferroviaire qui traversait autrefois le lac en surface. OC Transpo a introduit l'O-Train (aujourd'hui la ligne Trillium) en 2001. Ce système de transport léger sur rail est aujourd'hui le principal utilisateur du tunnel.

Dévoilé en 2002 par la princesse Margriet des Pays-Bas, L'Homme aux deux chapeaux est une sculpture de 4,6 mètres de haut réalisée par Henk Visch (nl). Il s'agit d'une reproduction d'une sculpture située au Monument national de la libération du Canada à Apeldoorn, aux Pays-Bas. La statue commémore le rôle joué par les Forces armées canadiennes dans la libération des Pays-Bas. Face au lac, elle symbolise les liens historiques entre le Canada et les Pays-Bas, ainsi que la naissance de la princesse Margriet à l'hôpital Civic d'Ottawa pendant la Seconde Guerre mondiale. 

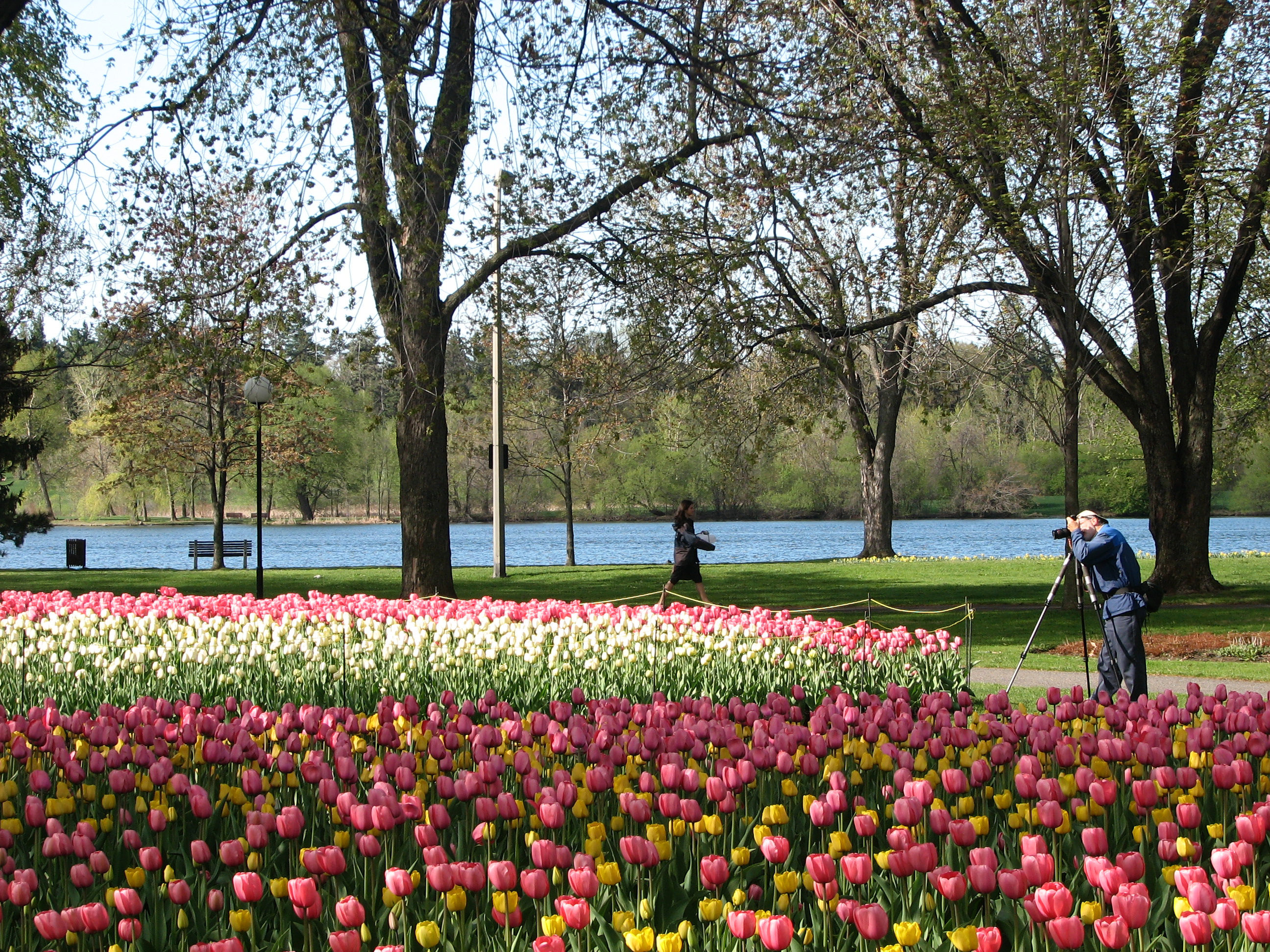
Festival des tulipes au lac Dow 2006

## Activités pour les visiteurs
Chaque année en mai, des tulipes plantées par la Commission de la capitale nationale (CCN) sont exposées dans le parc des Commissaires à  l'occasion du Festival canadien des tulipes. Plus de 50 variétés et environ 300 000 tulipes fleurissent chaque mois de mai le long du canal Rideau. Chaque année, la famille royale néerlandaise envoie 10 000 tulipes à Ottawa, en remerciement pour le soutien de la ville pendant la Seconde Guerre mondiale.
Le lac Dow gèle durant l'hiver et devient une partie de la plus longue patinoire du monde et l'un des principaux sites du festival Bal de neige en février, avec des événements tels que des « courses de lits » et des « courses de serveurs » sur la glace.
Il y a deux routes panoramiques le long du canal, qui passent également sur deux côtés du lac. La promenade de la Reine-Elizabeth, nommée d'après la défunte reine Elizabeth, la reine mère (qui l'a empruntée lors de la visite royale de 1939), longe les côtés nord et ouest du lac. La promenade du Colonel-By longe la rive sud du lac. Elle a été nommée en l'honneur du fondateur de la ville, le lieutenant-colonel John By.
À l'extrémité nord du lac, un pavillon surplombe l'eau et abrite trois restaurants :  l'Umbrella Bar, le Lago et le Mexi's. D'autres services sont offerts au pavillon, tels que la location de canots, de kayaks et de pédalos, l'amarrage de bateaux et un vestiaire intérieur pour le patinage. Il est ouvert toute l'année.

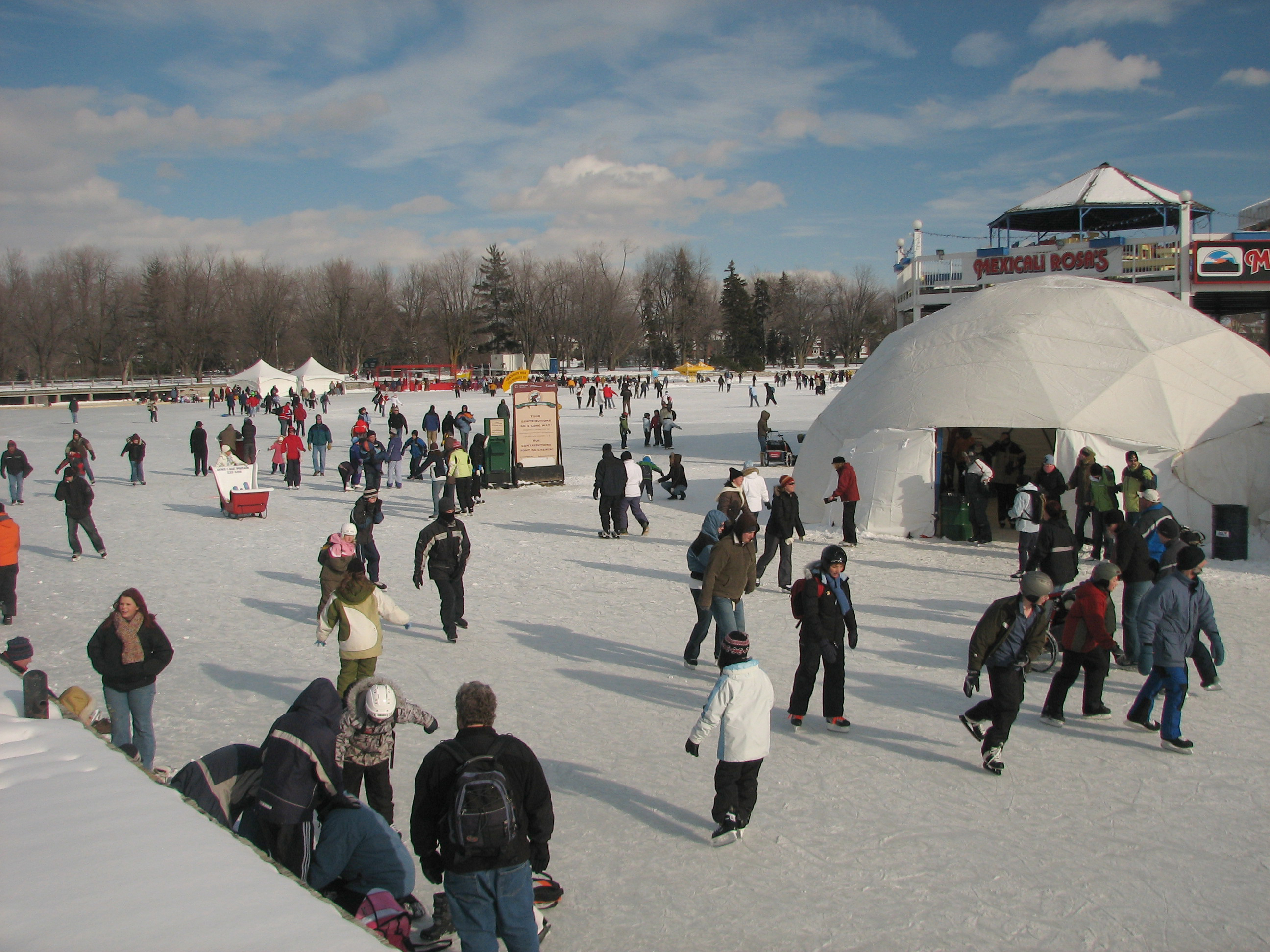
Le lac Dow pendant le Bal de Neige.